# Emma Wizjak
Ema Vizjak de Nicolesco, de nom artístic Emma Wizjak o Wiziak (Zagreb, 1841 (o 1847) - Nova York, 3 de març de 1913) fou una soprano croata.
Va estudiar al Conservatori de Praga i Milà, successivament, on va debutar al Teatro Carcano l'any 1869. Un cop es retirà, ensenyà cant a Nova York.